# Frank Little
Frank Little, właśc. Thomas Francis Little (ur. 30 listopada 1925 w Werribee, zm. 7 kwietnia 2008 w Melbourne) – australijski duchowny rzymskokatolicki, arcybiskup Melbourne.

## Życiorys
Frank Little uczęszczał do Corpus Christi College i do Werribee College. Od 1943 r. studiował teologię. Studia te kontynuował od 1947 r. w Kolegium Ewangelizacji Narodów w Rzymie. Tam, w roku 1950, otrzymał święcenia kapłańskie z rąk kardynała Pietra Biondiego. Następnie podjął teologiczne studia doktoranckie na Uniwersytecie Papieskim Urbaniana, które ukończył w 1953 r.
Prowadził działalność duszpasterską. Później, od 1956 do 1959 r., był w Sydney sekretarzem Romolo Carboniego, nuncjusza apostolskiego w Australii. Następnie pracował przy katedrze św. Patryka w Melbourne, był proboszczem parafii katedralnej, a w 1964 r. został dziekanem. W 1971 przeniesiony został do parafii św. Ambrożego w dzielnicy Brunswick. Szczególnie zainteresował się problemem migracyjnym w Australii, zwłaszcza imigrantami włoskimi. Podczas gdy wykładał w seminarium duchownym był członkiem Komisji Ekumenicznej archidiecezji Melbourne i przewodniczącym „Wiktoriańskiej Akcji na rzecz Światowego Rozwoju”. Był też moderatorem diecezjalnym do spraw świeckich i kapłanów.
Papież Paweł VI w 1973 r. mianował go biskupem pomocniczym archidiecezji Melboune nadając mu stolicę tytularną w Temunianie. Konsekrowany został 21 lutego 1973 przez abpa Jamesa kard. Knoxa, współkonsekrowali John Cullinane, biskup pomocniczy Melbourne, i Ronald Mulkearns, biskup Ballarat.
Po powołaniu kard. Jamesa Knoxa na stanowisko prefekta Kongregacji ds. Kultu Bożego i Dyscypliny Sakramentów w 1974 r., Thomas Francis Little został mianowany szesnastym arcybiskupem Melbourne.
W 1977 r. został odznaczony Orderem Imperium Brytyjskiego stając się jego Rycerzem Komandorem. W 1992 r. przyznano mu tytuł doctor Honoris causa teologii na Melbourne College of Divinity.
Ze względu na swoje zdrowie, w 1996 r., złożył na ręce papieża Jana Pawła II prośbę o dymisję.
W 1999 odznaczony Krzyżem Komandorskim Orderu Zasługi Rzeczypospolitej Polskiej.